# عمل جنسي
العمل الجنسي هو «تبادل خدمات أو عروض أو منتجات جنسية مقابل تعويض مادي». يشمل ذلك الأنشطة التي تتضمن تلامسًا جسديًا مباشرًا بين البائعين والزبائن، إضافةً إلى التحفيز الجنسي غير المباشر. يشير مصطلح «العمل الجنسي» فقط إلى المعاملات الجنسية الطوعية، وعلى هذا فهو لا يشمل الإتجار بالبشر أو غيره من الأنشطة الجنسية القسرية أو غير الرضائية، مثل الدعارة القسرية أو دعارة الأطفال. يجب أن تتم المعاملة بين بالغين قادرين قانونيًا وعقليًا على إعطاء الموافقة، ومن دون أي وسائل إكراه، عدا المقابل المادي. يُبرز هذا المصطلح الجانب العملي والاقتصادي لهذا النوع من العمل، ويفضله البعض لأنه يمنح مزيدًا من الاستقلالية لمقدّمي هذه الخدمات.

## الأنواع
أُجري عام 2004، بحث باستخدام قاعدة بيانات Medline شمل مراجعة 681 مقالة عن «الدعارة» بغرض تصنيف عالمي لأنواع العمل الجنسي ضمن فئات منهجية. حُدد 25 نوعًا من العمل الجنسي لتكوين فهم أشمل لهذا المجال. تختلف الدعارة بحسب أشكالها وسياقاتها الاجتماعية، وتشمل أنواعًا مباشرة وغير مباشرة. هدف الدراسة كان تحسين الصحة والسلامة للعاملين والعاملات في هذا المجال.
تشمل أنواع العمل الجنسي طيفًا من الخدمات الجنسية أو العروض المثيرة المتفق عليها رضائيًا، بدرجات مختلفة من التلامس الجسدي مع الزبائن، مثل:
- عرض كاميرا الويب والتمثيل الإباحي (يتم الأول غالبًا عبر مواقع الكاميرا المباشرة، والثاني قد يتم عبر منصات اشتراك في المحتوى الجنسي).[9]
- رقص التعري
- النادل العاري (Naked butler)
- الرقص على العمود [10]
- مشغّلو الهاتف الجنسي: يجرون محادثات ذات طابع جنسي مع الزبائن، وقد يقومون بتمثيل جنسي لفظي.
- الدعارة
  - دعارة الشارع
  - الدعارة الداخلية (الدعارة في بيوت الدعارة، أو في مراكز التدليك، أو في الحانات والكازينوهات)
- الرقص الإغرائي الجنسي
- التدليك الجنسي
- التمثيل في الأفلام الإباحية
- عروض النوافذ الزجاجية (Peepshow)
- خدمات المرافقة / تجربة الحبيبة / مرافق بمقابل (Escort / Girlfriend Experience / Sugar Baby)
- الجنس البديل (Sexual surrogates): يعملون مع محللين نفسيين للمشاركة في أنشطة جنسية جزءًا من علاج المريض.[11]
- الفيمدورم (Dominatrix).

## النماذج القانونية
التجريم الكامل: للعمل الجنسي هو الاستراتيجية القانونية الأكثر انتشارًا لتنظيم العلاقات الجنسية المبنية على المقابل المادي. يُطبَّق هذا النموذج في الصين وروسيا ومعظم بلدان إفريقيا. أما في الولايات المتحدة، حيث لكل ولاية قانون جنائي خاص بها، فإن العمل الجنسي الذي يتضمّن تلامسًا جسديًا يُعدّ غير قانوني في جميع الولايات، ويُسمح بممارسة العمل الجنسي باستخدام الواقي الذكري فقط في أجزاء من ولاية نيفادا، أما العمل الجنسي غير التلامسي فيقع في منطقة قانونية رمادية غير واضحة. يخضع البائع والمشتري وأي طرف ثالث مشارك في العملية لعقوبات جنائية في ظل التجريم الكامل. يشمل ذلك أي شخص يحقق مكاسب مالية من الجنس التجاري، بصرف النظر عن المكان أو الشكل الذي يُمارَس فيه. وقد أظهرت الدراسات أن هذا النموذج مرتبط بارتفاع معدلات العدوى بالأمراض المنقولة جنسيًا، وزيادة العنف من الشركاء، وتكرار المضايقات من قبل الشرطة. أيضًا فإن الخوف من الملاحقة القانونية قد يمنع العاملين في الجنس من طلب الرعاية الصحية المناسبة، أو التبليغ عن الجرائم التي يتعرضون لها.
التجريم الجزئي: يسمح بشراء وبيع الجنس بين طرفين بالغين بموافقة متبادلة، لكنه يجرّم البيع التجاري للجنس ضمن بيوت الدعارة أو في الأماكن العامة مثل الشوارع. ومن النتائج غير المقصودة لهذا النموذج أنه يجرّم تجمّع العاملين في المجال نفسه، ما يضطرهم إلى العمل بشكل فردي وفي ظروف أقل أمانًا. تتفاوت نماذج التجريم الجزئي، وتشمل عدة اتجاهات قانونية مثل الإبطالية، والنيو-إبطالية، والنموذج السويدي الإسكندنافي.
التقنين: يُطبّق نموذج تنظيم العمل الجنسي حاليًا في أجزاء من أمريكا الجنوبية، وأستراليا، وأوروبا، وبعض المقاطعات في ولاية نيفادا الأميركية. ويُعد حيّ الضوء الأحمر (دي فالين) في مدينة أمستردام الهولندية مثالًا بارزًا على التنظيم الكامل، حيث يُسمح بجميع أشكال العمل الجنسي شرط أن تكون مُسجّلة رسميًا لدى الحكومة. لكن غالبًا ما تكون عملية التسجيل الرسمية باهظة الكلفة، وتستغرق وقتًا طويلًا، وتشترط الإقامة القانونية، وقد تتطلب فحوصات طبية دورية. لذا لا يستطيع العديد من العاملين في الجنس من الفئات المهمشة الامتثال لهذه المتطلبات، ما يضطرهم للعمل خارج الإطار القانوني وتقديم خدماتهم بأجور أقل. وتُسجَّل هذه الظاهرة خصوصًا بين الأقليات والمهاجرين وذوي الدخل المنخفض.
إلغاء التجريم: نموذج إلغاء التجريم هو النموذج القانوني الذي يحظى بأكبر دعم من العاملين والعاملات في مجال الجنس. ويُعد النموذج الوحيد الذي لا يجرّم أي طرف منخرط في صناعة العمل الجنسي، ولا يفرض قيودًا على مَن يمكنه قانونيًا ممارسة هذا النوع من العمل. ويُستثنى من ذلك بطبيعة الحال أي نشاط يدخل في إطار الاتجار بالبشر، إذ لا تُلغى العقوبات القانونية المتعلقة به. لا توجد أدلة موثوقة تشير إلى أن إلغاء تجريم العمل الجنسي يؤدي إلى زيادة في الاتجار بالبشر. كانت نيوزيلندا أول دولة تُقرّ إلغاء التجريم عام 2003، من خلال قانون إصلاح البغاء. ويُعد هذا النموذج هو الأكثر مطالبة من قبل العاملين في هذا المجال، لأنه يمنحهم أكبر قدر من القدرة على التفاوض مع الزبائن، ويمنحهم الحماية القانونية الكاملة، ما يتيح لهم تحديد أجورهم، واختيار وسائل الحماية، والدفاع عن أنفسهم ضد المعتدين والعنيفين. مع أن العمل الجنسي يُعدّ من أقدم المهن التي عرفها البشر، وكذلك محاولات تجريمه من أجل تنظيمه، فإن جوهر المهنة لم يتغيّر كثيرًا عبر الزمن. وتُظهر الأبحاث أن العاملين في هذا المجال أكثر عرضة للاستغلال، والاتجار، والاعتداء الجسدي في ظل التجريم القانوني. أصدرت منظمة العفو الدولية في أغسطس 2015 -وهي حركة عالمية مستقلة لا تتبع أي جهة سياسية أو دينية أو اقتصادية- سياسة جديدة تدعو إلى إلغاء تجريم العمل الجنسي في جميع أنحاء العالم. وذكرت المنظمة أن إلغاء التجريم من شأنه أن يقلّل من الاتجار بالبشر، بتعزيز صحة وسلامة العاملين في الجنس، بتمكينهم من العمل باستقلالية وبدعم قانوني من الدولة. لقيت هذه السياسة دعمًا واسعًا على الصعيد الدولي من منظمات مثل منظمة الصحة العالمية (WHO)، وبرنامج الأمم المتحدة المشترك المعني بالإيدز (UNAIDS)، والتحالف العالمي لمكافحة الاتجار بالنساء (GAATW)، وغيرها، غير أنها لم تُعتمد عالميًا بعد.